# Condado de Nice
O Condado de Nice ou País Niçardo (em francês: Comté de Nice ou Pays Niçois; em italiano: Contea di Nizza ou Paese Nizzardo; em niçardo e occitano: Comtat de Niça ou País Niçard) é uma região histórica atualmente dividida entre França e Itália, hoje localizada na parte sul-oriental da França, em torno da cidade de Nice, que no passado foi território de estados italianos, entre o mar Mediterrâneo (Côte d'Azur), o rio Var em Oeste e o limite sudoeste dos Alpes. Na era romana, o rio Var separava as províncias romanas da Gália e da Itália e gradualmente passou a assumir a fronteira geográfica, cultural e étnica entre os dois países.

## História

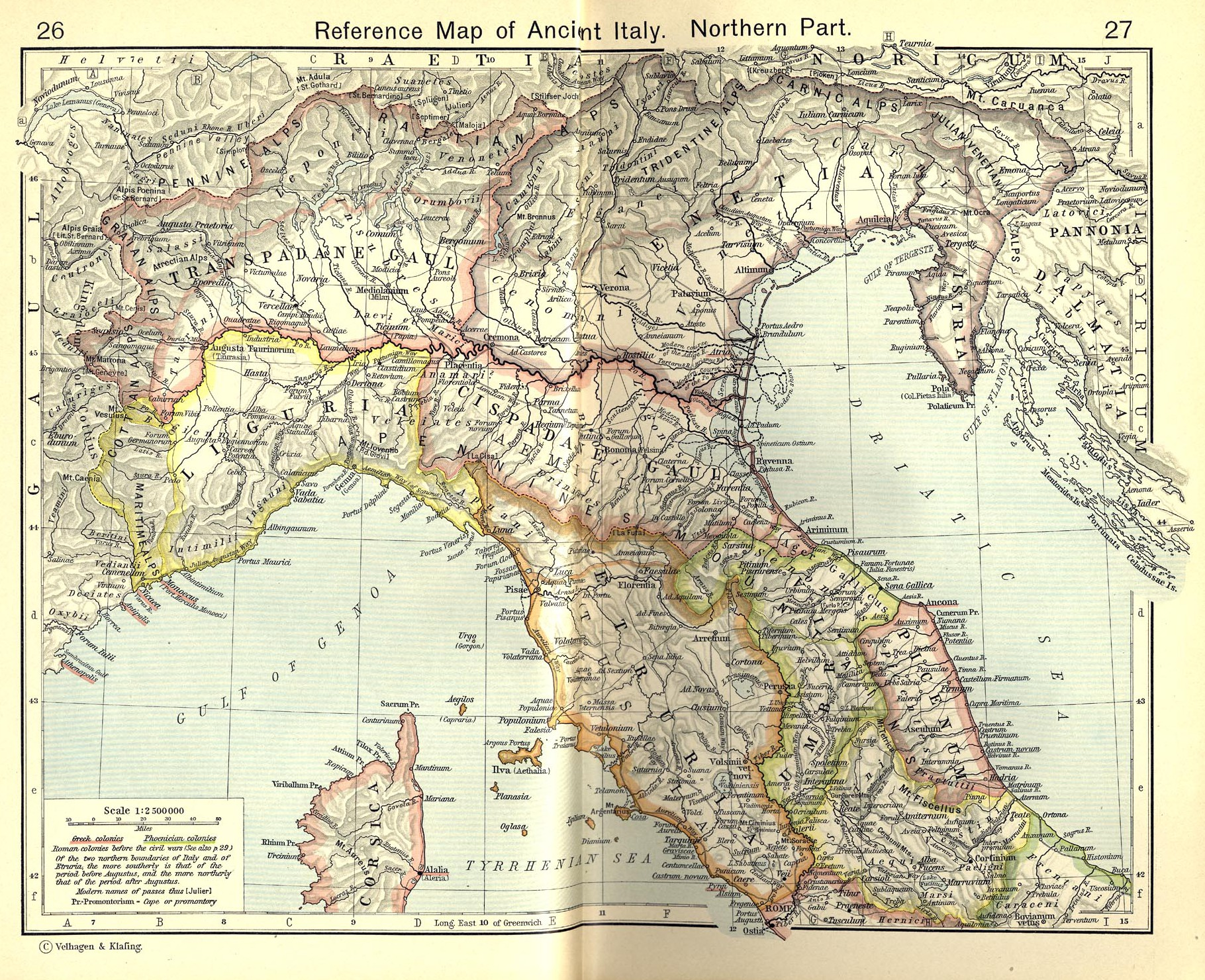
Região IX Ligúria da Itália" (IX Regium Liguria Italiae) no Império Romano.

O Contea di Nizza (como a área de Nice era chamada em italiano desde os tempos medievais) foi povoada por tribos lígures até a ocupação pelos romanos. Essas tribos foram conquistadas por Augusto e foram totalmente romanizadas (de acordo com o historiador Theodore Mommsen) por volta do século IV, quando a invasões bárbaras começaram. Naqueles séculos Nice pertencia a área chamada de "Região IX Ligúria da Itália" (IX Regium Liguria Italiae). Mais tarde na zona dos Alpes Marítimos foi criado a partir da Região IX Ligúria. O Alpes Marítimos manteve sempre o rio Var como fronteira com Gália.
Os Ostrogodos conquistaram a região após a queda de Roma. Em seguida Império Bizantino e os Lombardos controle la área Ligúria até rio Var.
Um período de independência como uma república marítima (1108-1176) tomando como modelo sua grande irmã Génova.
Nos séculos, XIII e XIV França com no Condado de Provença, vai tentar muitos uma vez de invadir Nice mas a população vai sempre empurrar estas invasões com muitas guerras. A região recebeu o nome do condado de Nice, durante o século XIV em 1388, depois de ter sido integrado no Ducado de Savoia, durante o governo de Amedeo VII di Savoia.
Em 1388 Nice está ligada na Saboia o pacto que a cidade nunca é entregue ao francês.
Amedeo, por viver em Chambéry, nomeou uma espécie de representante hereditário em Nice. De 1388 a 1860, a história do condado de Nice foi ligada à história do estado de Piemonte-Sardenha. Sua capital histórica é Nice. Em 1561 Emanuel Felisberto de Saboia, removido o uso do latim como língua administrativa e estabeleceu a língua italiana como língua oficial da actividade governamental em Nice. Embora a população falava o Língua lígure.

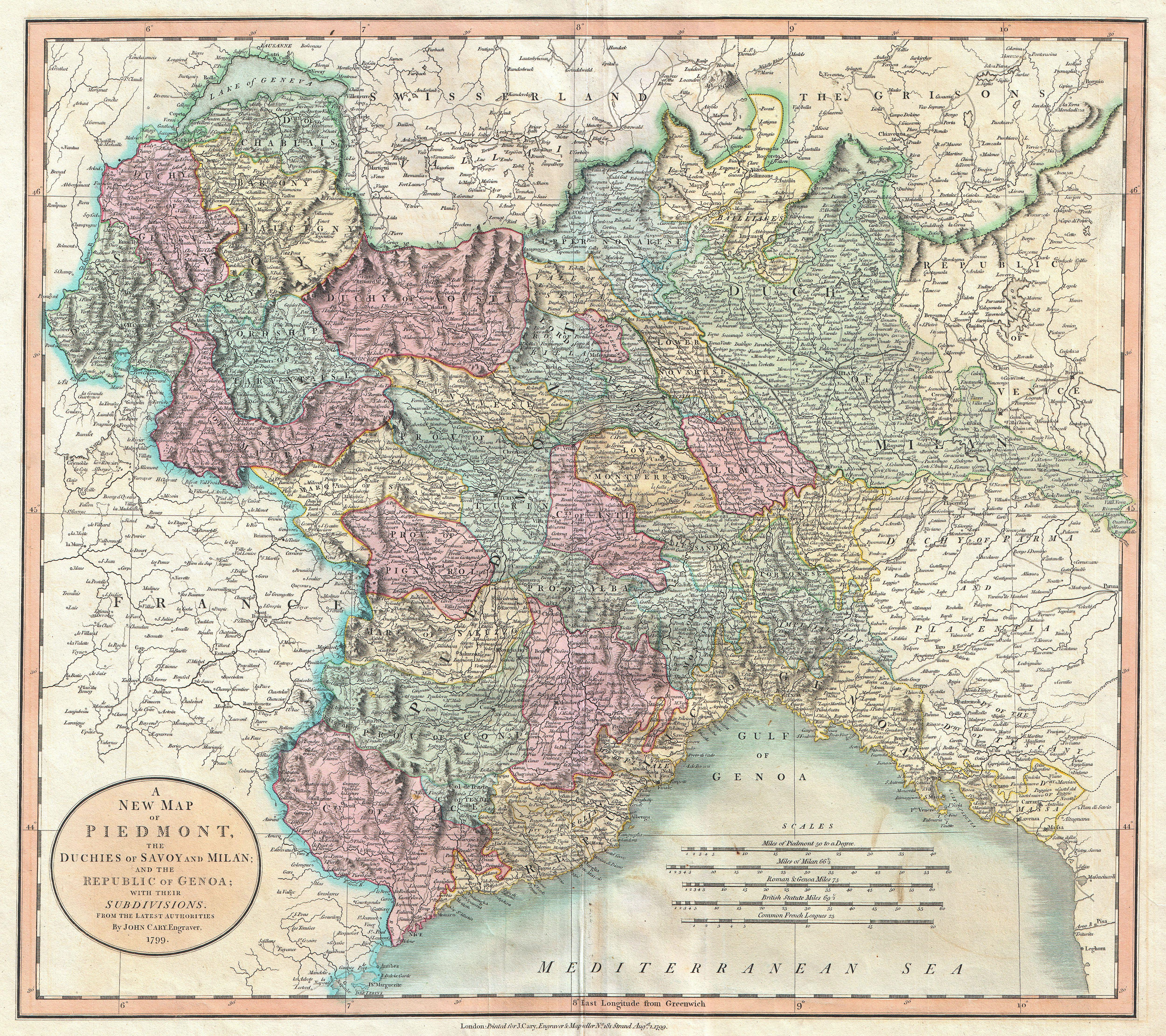
região italiana em 1799

O condado foi invadido e anexado à França em 1860, durante a Unificação Italiana, o chamado Risorgimento. Por um "acordo" secreto concluído em 1858 entre Plombières e Napoleão III da França, e, principalmente o primeiro-ministro da Sardenha, o Conde Camillo Benso di Cavour, a França concordou em apoiar o Piemonte em uma guerra contra a Áustria, a fim de arrancar as províncias da Lombardia e do Vêneto do domínio austríaco.
Em troca da ajuda do imperador francês, Piemonte deveria ceder Nice e Savoia para a França. Mas a França não cumprir a sua promessa e assinado o armistício com a Áustria antes do final da unificação italiana. A anexação foi temporariamente colocada em dúvida após a guerra italiana de 1859, durante a qual Napoleão III efetuou um tratado de paz, separadamente, com a Áustria, antes da obtenção italiana do Vêneto. Nice não poderia ser entregue à França, após o tratado de 1388 com Condado de Saboia.

Invasão e anexação francesa de Nice em 1860

Entretanto, em março de 1860, como o Piemonte estava em processo de anexar Parma e Módena, Napoleão III invadido e anexado os territórios de Nice e Savoia. A França anexou as províncias pelas disposições do Tratado de Turim, assinado em 24 de março de 1860. O tratado foi seguido por plebiscitos em Nice, em 15 e 16 de abril, e em Savoia, em 22 de abril e 23 de abril do mês citado, pelo qual a grande maioria dos habitantes dos dois territórios votou para aprovar o tratado assinado em Turim e juntar-se à França. Hoje, os historiadores sabem que o plebiscito foi falsificado pela França, que não tem lá um boletim "não" e o exército francês comandava a estação de voto. Os boletins foram escritos no idioma francês incompreendido dos habitantes que falavam italiano. [carece de fontes?]
Os franceses tomaram posse de Nice e Savoia, formalmente, em 12 de junho de 1860. Em 1860 e 1871 a população da cidade se revoltou com Giuseppe Garibaldi contra o francês pedindo para a reunificação com o Reino da Itália, mas o novo governo de Paris reprimiu a revolta muito violentamente.
No entanto, o líder nacionalista italiano Giuseppe Garibaldi, o chamado Herói dos Dois Mundos, que havia nascido em Nice, se opôs fortemente à cessão de sua cidade natal para a França, argumentando que o condado de Nice foi italiano e não devia ser vendido como um "resgate" ao expansionismo francês.
Embora não fosse cobiçada por nacionalistas italianos depois de 1860, alguns nacionalistas consideravam Nice como parte da "Itália Irredenta", da Itália que não se redime, que não se submete. Durante a Segunda Guerra Mundial, quando a Itália ocupava partes do sudoeste da França, Nice foi incluído administrativamente no Reino de Itália.
Como o condado era pequeno demais para formar seu próprio departamento, o governo adicionou-o ao departamento de Grasse, cuja população atingiu 506 694 habitantes em 1999.

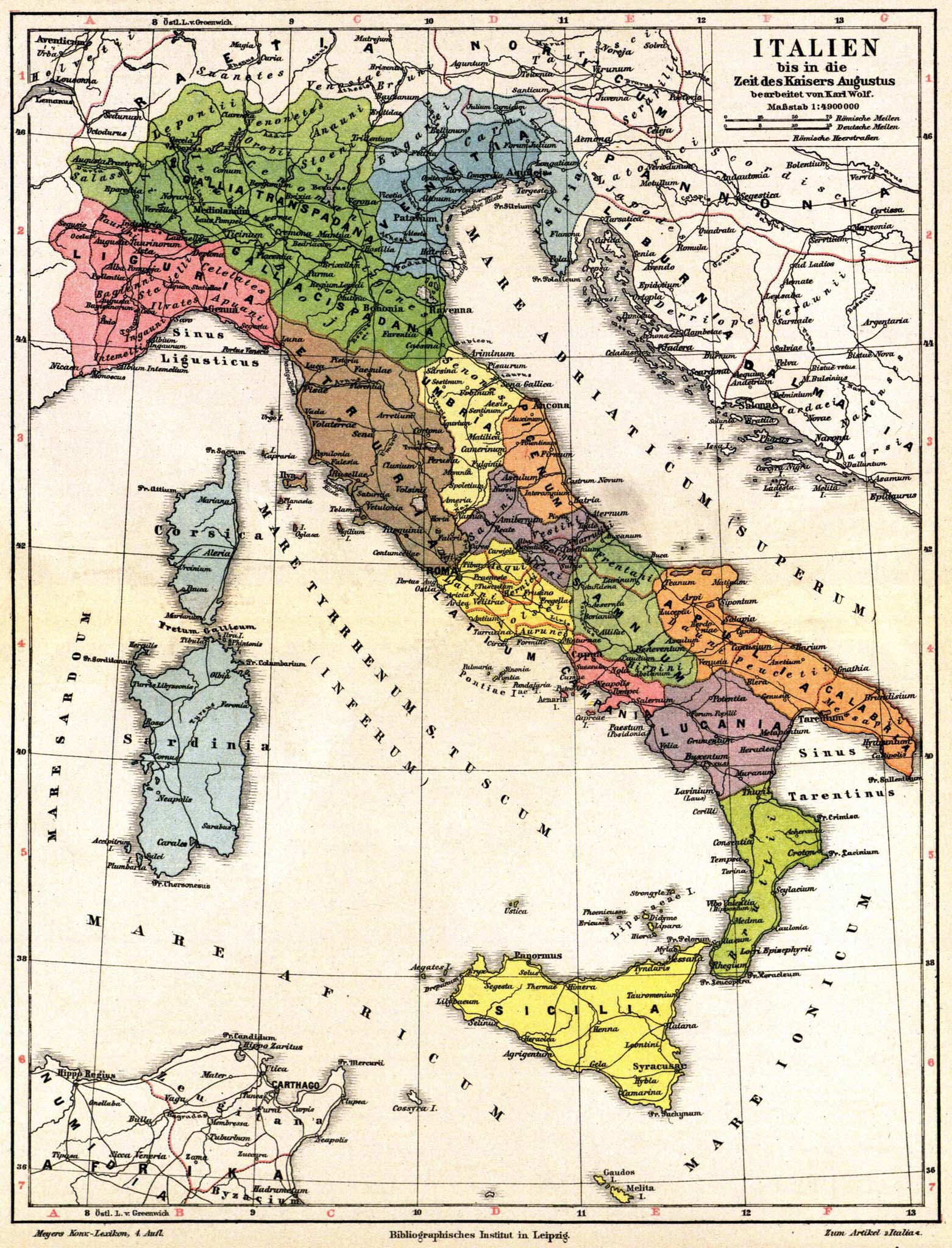
Região IX Ligúria da Itália" (IX Regium Liguria Italiae)
Reino Itálico em 900.
Estados italianos em 1494.
Estados italianos em 1796.
Estados italianos em 1843.
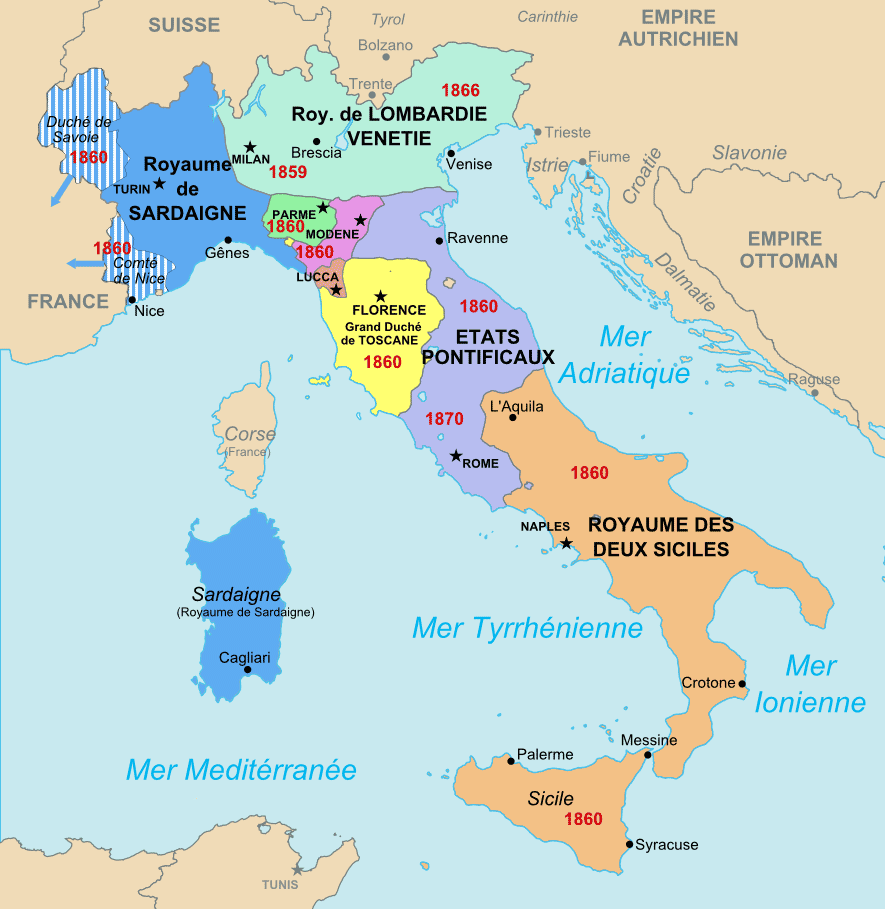
Invasão e anexação francesa de Nice e de Saboia em 1860